# Sheridan Gibney
Sheridan Gibney (Nova Iorque, 11 de junho de 1903 - Missoula, 12 de abril de 1988) foi um escritor e roteirista estadunidense vencedor de dois Oscar.

## Filmografia
- 1956: Estopim do Escândalo
- 1946: Angústia
- 1944: Almas em Flor
- 1942: Era uma Lua de Mel
- 1941: Dona de Seu Destino
- 1940: Ao Sul de Suez
- 1939: Ídolos de Barro
- 1938: Patrulha Submarina (sem créditos)
- 1938: Um Dia de Promessa
- 1938: A Epopéia do Jazz (sem créditos)
- 1937: Vamos Brincar de Amor? (sem créditos)
- 1936: Adversidade
- 1936: Mais Próximo do Céu (sem créditos)
- 1936: A História de Louis Pasteur (ganhou o Oscar de melhor roteiro adaptado e melhor história original)
- 1934: Massacre
- 1933: Presa do Destino
- 1933: A Humanidade Marcha (História "America Kneels")
- 1932: O fugitivo (sem créditos)
- 1932: Dois Contra o Mundo
- 1932: Esposas do Trabalho